# Kmiecie (Wołowice)
Kmiecie – część wsi Wołowice w Polsce położona w województwie małopolskim, w powiecie krakowskim, w gminie Czernichów.
W latach 1975–1998 Kmiecie należały administracyjnie do województwa krakowskiego.